# Reaching for the Sun
Reaching for the Sun is een Amerikaanse filmkomedie uit 1941 onder regie van William A. Wellman.

## Verhaal
Een schelpenvisser uit het noorden verhuist naar de stad Detroit. Hij wil er geld verdienen voor een buitenboordmotor voor zijn boot. In Detroit maakt hij echter vrienden en hij leert er een meisje kennen.

## Rolverdeling
| Acteur           | Personage            |
| ---------------- | -------------------- |
| Joel McCrea      | Russ Eliot           |
| Ellen Drew       | Rita                 |
| Eddie Bracken    | Benny Hogan          |
| Albert Dekker    | Herman               |
| Billy Gilbert    | Amos                 |
| George Chandler  | Jerry                |
| Bodil Rosing     | Moeder van Rita      |
| James Burke      | Norm                 |
| Charles D. Brown | Johnson              |
| Michael Duggan   | Benny Eliot          |
| Eily Malyon      | Huisbazin            |
| Regis Toomey     | Stagiair             |
| Hobart Cavanaugh | Bureauchef           |
| Charles Williams | Vrachtwagenchauffeur |
| Nella Walker     | Verpleegster         |